# 테라포밍

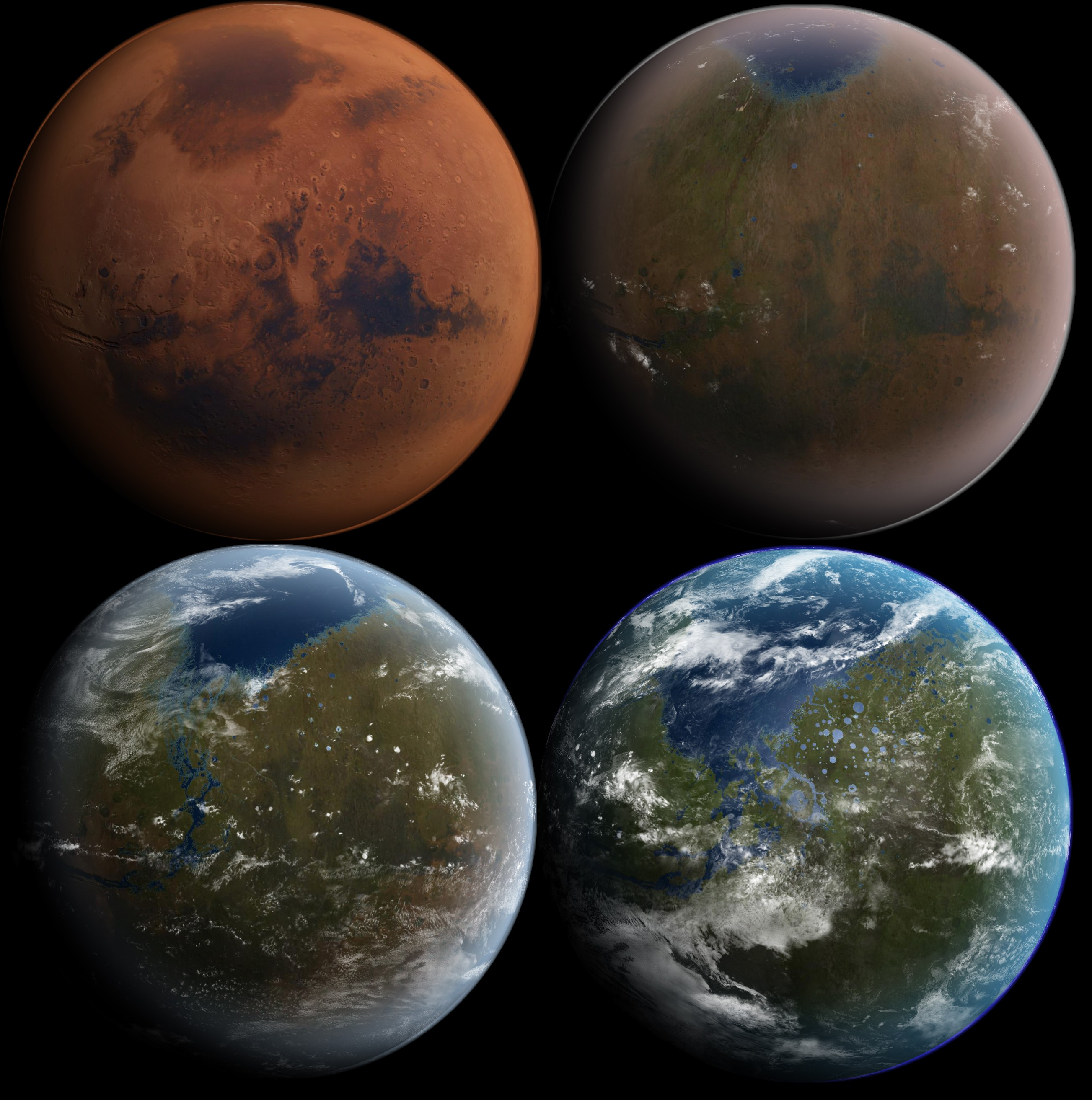
화성의 테라포밍 과정을 네 단계에 걸쳐 보여주는 상상화.

테라포밍(Terraforming) 또는 지구화(地球化), 행성 개조(行星改造)는 지구가 아닌 다른 행성 및 위성, 기타 천체의 환경을 지구의 대기 및 온도, 생태계와 비슷하게 바꾸어 인간이 살 수 있도록 만드는 작업을 말한다.
지구에서의 경험을 바탕으로 행성의 환경을 의도적으로 변경하는 것이지만, 다른 행성에 지구처럼 생물권을 만들 수 있을 가능성은 아직 확인되지 않았다.
화성이 테라포밍의 유력한 후보로 간주된다. 인간의 과학기술 수준으로 화성의 기후를 변화시킬 수 있는 몇 가지 가능성이 제기되었지만, 현재로서는 화성을 테라포밍하는데 필요한 경제적인 자원이 부족한 상황이다. 또한 테라포밍에 소요되는 긴 시간과 실용성, 테라포밍의 방법 외에도 윤리, 정치, 경제적인 논란도 있다.

## 역사
'테라포밍'이란 용어는 1942년 미국의 SF 작가 잭 윌리엄스의 소설 《충돌 궤도(Collision Orbit)》에 처음 사용되었다.
칼 세이건은 1961년에 《사이언스지》에 게재된 〈The Planet Venus.〉라는 논문에서 금성의 테라포밍에 대한 의견을 제안했다. 세이건은 금성에 조류를 심어 대기의 물과 질소와 이산화탄소를 유기물로 합성하는 방법을 고안했다. 대기에서 이산화탄소를 제거하는 이 방법은 금성의 온실효과를 감소시켜, 표면온도를 쾌적한 수준으로 떨어뜨리는 것이다. 세이건은 그 결과 탄소는 금성의 표면에서 비휘발성인 흑연으로 분리될 것이라고 생각했다. 하지만 금성에 대한 추가적인 발견에 의해 이러한 방법이 불가능하다는 것이 밝혀졌다. 첫 번째 문제는 금성의 구름이 고농도의 황산으로 이루어져 있다는 것이다. 비록 금성의 적대적인 환경에서 조류가 번성할 수 있다고 하더라도, 금성의 두꺼운 대기권으로 인한 높은 기압이라는 문제에 맞닥뜨리게 된다. 이러한 불안정한 조합은 긴 시간동안 지속될 수 없다. 유기물의 형태로 고정된 탄소는 연소되어 다시 이산화탄소의 형태로 해방될 것이며, 테라포밍은 중단된다.
세이건은 또한 1973년에 《이카루스지》에 게재된 〈Planetary Engineering on Mars〉에서 화성에 대한 테라포밍을 제안하였다. 3년 후에 NASA는 화성의 테라포밍에 대한 연구를 공식적으로 언급했다. NASA는 화성을 거주 가능한 행성으로 만들 수 있다고 결론내렸다. 그 해에 테라포밍에 대한 첫 번째 학회가 조직되었다.
1979년 3월에는 NASA의 엔지니어이자 입안자인 제임스 오벅(James Oberg)에 의해 달과 행성의 테라포밍에 대한 학회가 휴스턴에서 개최되었다. 오벅은 학회에서 논의된 테라포밍에 대한 개념을 1981년에 그의 책 《New Earths》에서 다루어 대중화하였다. 1982년 이전까지는 학술지의 제목에 테라포밍이라는 단어가 사용된 적이 없었다. 1984년에는 제임스 러브록(James Lovelock)과 마이클 앨러비(Michael Allaby)가 《The Greening of Mars》를 출판했다. 러브록의 책은 화성의 온난화에 프레온 가스를 사용하는 것을 첫 번째로 다루었다.

## 요구사항
생명유지를 위해 절대적으로 필요한 것은 에너지원이다. 하지만 생명체가 거주할 수 있는 행성의 조건을 충족하기 위해서는 그 외에도 지구물리학, 지구화학, 천체물리학적인 기준 역시 충족해야 한다. 특히 간단한 유기체뿐만이 아니라 복잡한 형태의 다세포 생물이 지속적으로 생존할 수 있는 환경이 되어야 한다.
NASA는 생명체가 거주 가능한 환경의 우주생물학적인 지침을 다음과 같이 정의했다.
- 액체 상태의 물이 있어야 한다.
- 복잡한 유기물이 합성되기에 유리한 조건이어야 한다.

- 신진대사를 유지할 수 있는 에너지원이 있어야 한다.[8]

## 테라포밍의 초기 단계
우선 행성에 미생물을 들여보내, 보다 복잡한 생명체가 살아가기에 적합한 조건으로 만든다. 시간이 지나 행성의 환경이 지구와 비슷해졌을 때, 식물을 이용하여 산소를 포함한 대기를 형성한다. 이론적으로는 이러한 과정을 거쳐 인간과 동물의 생존에 필요한 산소의 생성을 가속화시킬 수 있다.

## 유망한 천체

### 화성

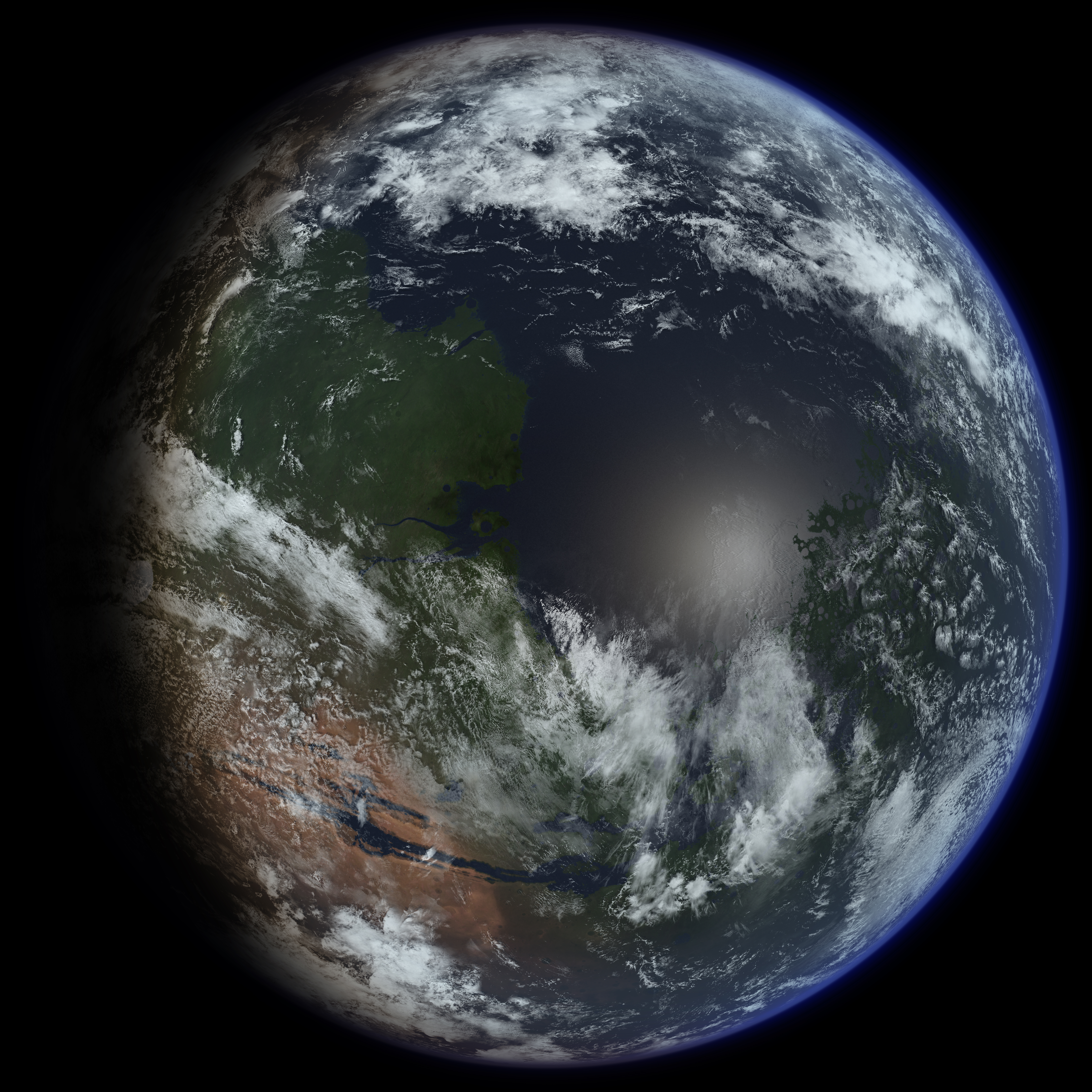
테라포밍 된 화성의 상상화

여러면에서 화성은 태양계의 모든 행성 중에서 가장 지구와 비슷하다. 사실, 화성은 두꺼운 대기와 풍부한 물이 있는 등, 초기에는 지구와 비슷한 환경이었지만 수억년이 지나면서 그것을 잃게 되었다.
화성의 대기와 물 등이 손실된 정확한 메커니즘은 아직 불분명하나, 다음과 같은 세가지 가능성이 있다.
첫 번째는, 표면의 물이 이산화탄소가 탄산염을 형성할 때 함께 행성의 표면에 결속되었다는 것이다. 지구에서는 이러한 과정이 발생하더라도 화산폭발 등으로 이산화탄소 등이 다시 대기로 환원된다. 하지만 화성에서는 그러한 지각활동이 적어 토양에 갇힌 가스의 환원이 일어나지 않는다.
두 번째로, 화성을 둘러싼 자기권의 부족으로 인해 태양풍이 화성의 대기를 점차 침식했다는 것이다. 주로 철로 이루어진 화성의 핵이 대류하면서 자기장을 생성하게 된다. 하지만 오래전에 화성의 핵의 대류가 멈추게 되면서, 그로 인해 발생하는 자기장이 사라졌다. 화성은 표면의 40%를 덮는 제한적인 자기권을 유지하고 있다. 자기장은 주로 화성의 남반구를 작은 우산 모양으로 덮고있다.
마지막으로, 대략 38~41억년 전에 일어난 다량의 소행성 충돌로 인해 화성 표면의 환경에 중대한 변화가 있었다는 것이다. 화성의 작은 중력은 이러한 영향으로 화성의 대기가 우주공간으로 날아가버렸을 수도 있다는 것을 나타낸다.
화성의 테라포밍은 대기를 만들고 대기의 온도를 높이는 과정을 수반한다. 이산화탄소와 같은 온실가스로 이루어진 두꺼운 대기가 태양 복사를 가두게 될 경우 기온이 상승하며, 상승한 기온은 대기에 온실가스를 추가할 수 있기 때문에 두 과정은 서로의 효과를 증폭시킨다.

### 금성

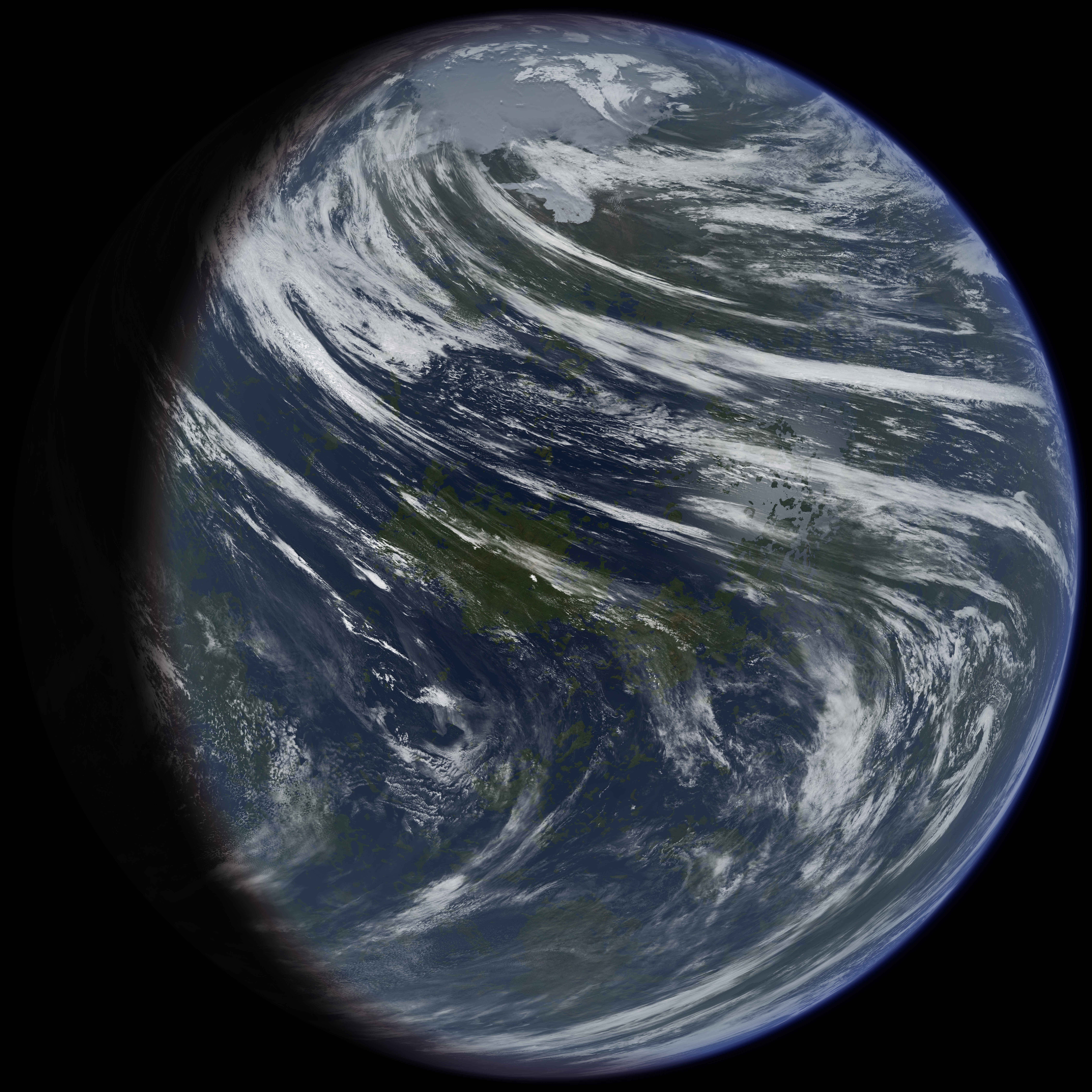
테라포밍 된 금성의 상상화

금성의 테라포밍에는 두 가지 중요한 변화가 필요하다.
우선 금성의 9.3MPa에 달하는, 이산화탄소로 이루어진 밀도 높은 대기의 대부분을 제거하고, 최대 480 °C(753.15K)의 표면온도를 감소시켜야 한다.
금성의 극단적인 온도는 금성의 밀도 높은 대기로 인해 발생하는 온실효과에 의한 것이기에, 이 두 가지는 서로 밀접하게 연관되어있다.
대기의 탄소를 제거할 경우, 온도문제 역시 해결될 것이다.

### 유로파
목성의 위성인 유로파 역시 테라포밍의 가능성이 있는 후보다. 유로파의 장점은 고체상태의 물이 존재한다는 것이다.
하지만 유로파의 테라포밍에는 수많은 문제가 있다. 유로파는 목성 주위에 있는 방사선 벨트 인근에 있다. 이 때문에 방사선을 막을 수 있는 건축물이 필요한데, 이것은 현재로서는 비현실적이다. 또한 이 위성은 얼음으로 뒤덮여있어 가열이 필요하지만, 여기에 필요한 산소는 물을 전기분해하여 현지에서 얻을 수 있다.

### 기타 천체

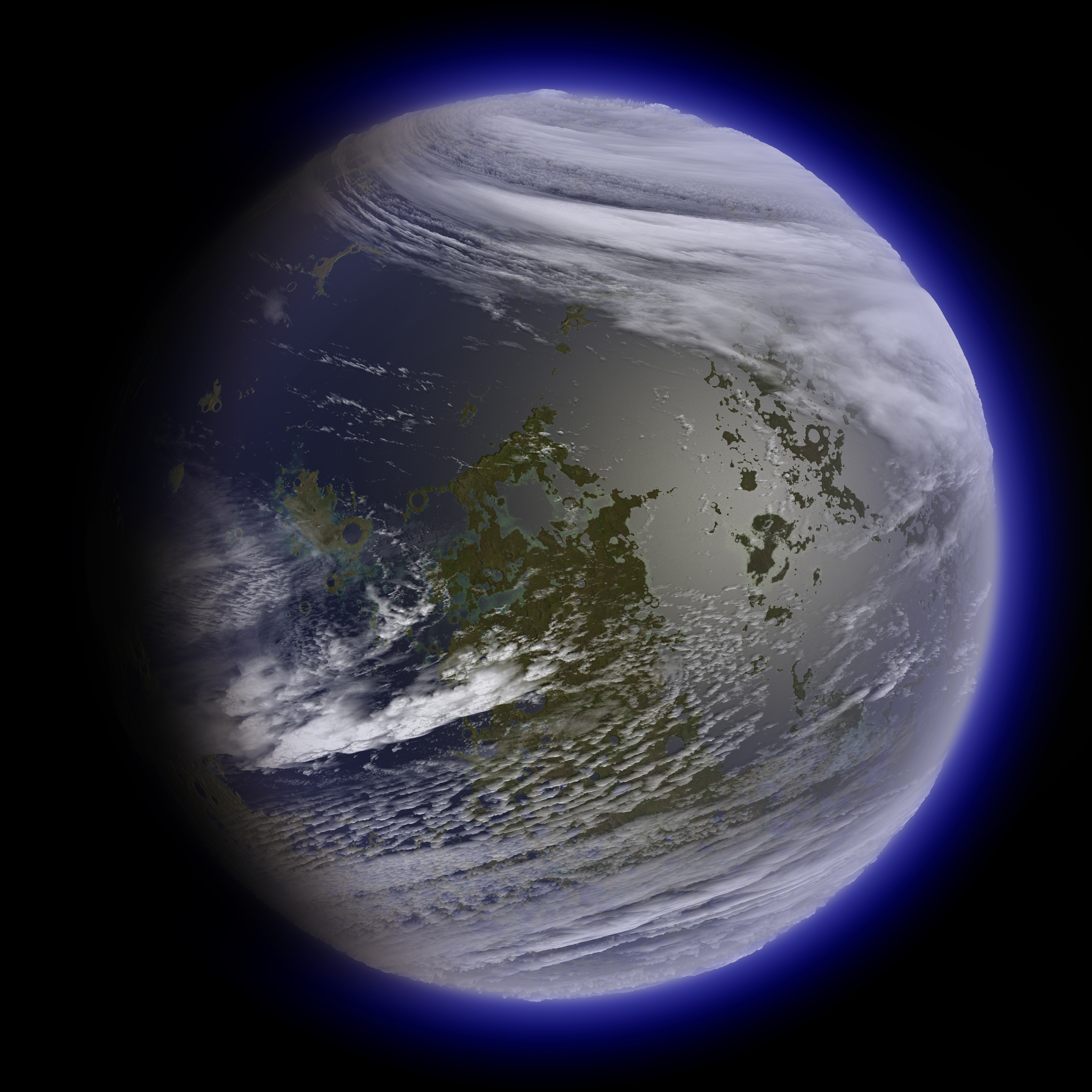
테라포밍된 달의 상상화

테라포밍의 가능성이 있는 또다른 후보에는 달, 수성, 타이탄, 칼리스토, 가니메데, 엔셀라두스, 세레스, 화성 등이 있다. 하지만 대부분은 대기를 붙잡아둘 수 있기에는 질량이나 중력이 너무 작다. 또한 달과 수성을 제외하면 태양으로부터 너무 멀어, 충분히 온도를 높이기가 어렵다.
수성의 테라포밍은 또다른 일련의 도전을 요구하지만, 어떤 측면에서는 금성의 테라포밍보다 한결 수월할 것이다. 비록 널리 논의된 사항은 아니지만, 수성의 극지방에 대한 테라포밍의 가능성이 제시되었다.
토성의 위성인 타이탄에는 지구와 비슷한 대기압, 풍부한 고체상태의 물과 질소 등의 독특한 이점이 있다.
목성의 위성인 유로파, 가니메데, 칼리스토에 또한 풍부한 물이 있다.

## 패러테라포밍
패러테라포밍(Paraterraforming) 혹은 부분지구화는 행성에 돔으로 이루어진 거주할 수 있는 시설물을 건축하여, 그것이 결국 행성에서 사용하고자하는 지역의 대부분을 뒤덮도록 하는 것이다. 투명한 지붕으로 이루어진 시설물을 건설하여, 지표면에서 수km 이상의 숨 쉴 수 있는 대기와 기압을 유지하도록 만든다.
패러테라포밍의 제안자들은 1960년대까지 알려진 기술로도 건설이 가능하다고 주장한다.
바이오스피어 2 프로젝트에 따라 지구상의 환경을 재현한 돔이 건설되었다. 하지만 이 프로젝트는 건설 및 운영에 어려움이 있었다.
패러테라포밍은 전통적인 테라포밍에 비해 몇 가지 장점을 가지고 있다. 우선 투자자에 대한 즉각적인 자금회수를 보장한다. 돔으로 된 도시는 작은 지역으로 시작하지만, 그 지역은 처음부터 거주가 가능하기 때문에 빠른 이용이 가능하다. 또한 이러한 방식은 모듈식의 접근을 허용하기 때문에, 빠른 인구성장 등으로 필요한 지역에 맞춤화된 개발을 할 수 있다. 마지막으로 화성과 같은 행성에 지구와 같은 대기압을 만들기 위해 추가할 대기의 양이 크게 감소한다.
이러한 방식으로 소행성과 같이 자체적으로 대기를 유지하지 못하는 천체에 거주할 수 있는 환경을 만들 수 있다.
패러테라포밍에는 시설물의 건설 및 유지보수에 엄청난 자금이 필요하다는 단점이 있다. 또한 완전히 독립적인 물의 순환을 일으키기 어려운데, 높은 지붕을 이용한 강우를 만든다고 하더라도 농업 등에 사용하기에는 비효율적이다.
추가비용은 자동화된 제조 및 수리 메커니즘으로 감소시킬 수 있을 것이다.
패러테라포밍에 이용하는 돔형 시설은 중대한 사고가 발생할 경우 더욱 민감하게 반응하게 되는데, 이러한 위험은 구획화 등의 안전조치에 의해 줄어들 수 있다.
패러테라포밍은 행성 전역에 대기를 형성하는 방식이 아니기 때문에, 유성 등이 대기권에서 불타 없어지지 않고 지표에 도달하므로, 유성에 의한 피해가 우려되기도 한다.

## 참고 문헌
1. ↑  “화성行 ‘노아의 방주’ – 테라포밍 프로젝트”. NDSL 과학향기. 2004년 3월 3일. 2016년 6월 10일에 원본 문서에서 보존된 문서. 2009년 4월 16일에 확인함.
2. ↑  객원기자, 김준래 (2018년 8월 22일). “화성을 지구처럼 바꿀 수 있을까”. 2021년 3월 12일에 확인함.
3. ↑  Sagan, Carl (1961). “The Planet Venus”. 《Science》.
4. ↑  Sagan 1997, pp. 276–7.
5. ↑  Sagan, Carl (1973). “Planetary Engineering on Mars”. 《Icarus》 20: 513. doi:10.1016/0019-1035(73)90026-2.
6. ↑  Oberg, James Edward (1981). 《New Earths: Restructuring Earth and Other Planets》. Stackpole Books, Harrisburg, PA.
7. ↑  Lovelock, James and Allaby, Michael (1984). 《The Greening of Mars》.
8. ↑  “Goal 1: Understand the nature and distribution of habitable environments in the Universe”. 《Astrobiology: Roadmap》. NASA. 2012년 3월 11일에 원본 문서에서 보존된 문서. 2007년 8월 11일에 확인함.
9. ↑  Fogg 1995.
10. ↑  Read and Lewis 2004, p.16; Kargel 2004, pp. 185–6.
11. ↑  Kargel 2004, 99ff
12. ↑  Forget, Costard & Lognonné 2007, pp. 80–1.
13. ↑  Forget, Costard & Lognonné 2007, p. 82.
14. ↑  Dave Jacqué (2003년 9월 26일). “APS X-rays reveal secrets of Mars' core”. Argonne National Laboratory. 2009년 6월 10일에 확인함.
15. ↑  Schubert, Turcotte & Olson 2001, p. 692
16. ↑  Carr 2007, p. 318
17. ↑  Solar Wind, 2008
18. ↑  Forget, Costard & Lognonné 2007, pp. 80.
19. ↑  Faure & Mensing 2007, p. 252.
20. ↑  Zubrin, Robert M. & McKay, Christopher P. (1997). Technological Requirements for Terraforming Mars. Journal of the British Interplanetary Society, 50, 83. Accessed 2009-06-09.
21. ↑  Brody, Dave (2005). Terraforming: Human Destiny or Hubris?. Ad Astra (National Space Society). Spring 2005. Accessed 2009–06–09.
22. ↑  ScienceDaily (2001, Mar. 29). Jupiter Radiation Belts Harsher Than Expected.
23. ↑  Taylor, 1992

## 같이 보기
- 행성 거주가능성